# Dipelicus minusculus
Dipelicus minusculus är en skalbaggsart som beskrevs av Voirin 1996. Dipelicus minusculus ingår i släktet Dipelicus och familjen Dynastidae. Inga underarter finns listade i Catalogue of Life.